# طريقة التعميل لأويلر
في نظرية الأعداد، طريقة التعميل لأويلر (بالإنجليزية: Euler's factorization method)‏ هي طريقة تمكن من تعميل عدد صحيح ما إلى جداء أعداد صحيحة. تتمثل هذه الطريقة في كتابة العدد المراد تعميله إلى مجموع مربعين اثنين بطريقتين اثنتين. على سبيل المثال، العدد {\displaystyle 1000009} يمكن أن يكتب على شكل {\displaystyle 1000^{2}+3^{2}} وعلى شكل {\displaystyle 972^{2}+235^{2}}. طريقة أويلر تعطي النتيجة {\displaystyle 1000009=293\cdot 3413}.
سميت هذه الطريقة هكذا نسابة إلى ليونهارد أويلر.

## الأساس النظري للطريقة
انظر إلى مطابقة براهماغوبتا-فيبوناتشي.